# حاجي مميان (سقز)
قرية حاجي مميان (بالكردية: حاجی مەمەیان) هي إحدى القرى التابعة لـتشل تشمه الغربي في ريف قسم سرشيو من مقاطعة سقز، في محافظة كردستان الإيرانية.

## السكان
حسب إحصاءات سنة 2006، بلغ إجمالي السكان في حاجي مميان 341 نسمة وعدد المساكن 59 مسكن. لغة سكان حاجي مميان هي اللغة الكردية و هم من أهل السنة والجماعة والمذهب الشافعي.